# (300165) 2006 VW140
(300165) 2006 VW140 es un asteroide perteneciente al cinturón de asteroides descubierto el 15 de noviembre de 2006 por el equipo del Spacewatch desde el Observatorio Nacional de Kitt Peak, Arizona, Estados Unidos.

## Designación y nombre
Designado provisionalmente como 2006 VW140.

## Características orbitales
2006 VW140 está situado a una distancia media del Sol de 3,080 ua, pudiendo alejarse hasta 3,655 ua y acercarse hasta 2,505 ua. Su excentricidad es 0,186 y la inclinación orbital 1,965 grados. Emplea 1974,89 días en completar una órbita alrededor del Sol.

## Características físicas
La magnitud absoluta de 2006 VW140 es 16,6. 